# Copris tridentatus
Copris tridentatus är en skalbaggsart som beskrevs av M. Alma Solis och Kohlmann 2003. Copris tridentatus ingår i släktet Copris och familjen bladhorningar. Inga underarter finns listade i Catalogue of Life.